# José Fábio Alves Azevedo
José Fábio Alves Azevedo (Vera Cruz, São Paulo, Brasil, 15 de junio de 1976), o simplemente conocido como Fabão, es un exfutbolista brasileño que jugaba de defensa central. Su último club antes de retirarse fue el Inter de Lages.

## Clubes
Actualizado al último partido jugado el 1 de mayo de 2018.
| Club                   | País   | Año       |
| ---------------------- | ------ | --------- |
| Bahia                  | Brasil | 1996-1998 |
| Flamengo               | Brasil | 1998-2000 |
| Real Betis             | España | 2000-2001 |
| Córdoba CF             | España | 2001      |
| Goiás                  | Brasil | 2002-2003 |
| São Paulo              | Brasil | 2003-2007 |
| Kashima Antlers        | Japón  | 2007-2008 |
| Santos                 | Brasil | 2008-2010 |
| Guarani                | Brasil | 2010-2011 |
| Henan Jianye FC        | China  | 2012      |
| Comercial              | Brasil | 2012-2018 |
| Internacional de Lages | Brasil | 2018      |

## Palmarés

### Torneos regionales
| Título              | Club                         | Estado/s            | Año  |
| ------------------- | ---------------------------- | ------------------- | ---- |
| Campeonato Baiano   | Esporte Clube Bahia          | Bahía               | 1998 |
| Campeonato Carioca  | Clube de Regatas do Flamengo | Río de Janeiro      | 1999 |
| Campeonato Carioca  | Clube de Regatas do Flamengo | Río de Janeiro      | 2000 |
| Campeonato Goiano   | Goiás Esporte Clube          | Goiás               | 2002 |
| Copa Centro Oeste   | Goiás Esporte Clube          | Región Centro-Oeste | 2002 |
| Campeonato Goiano   | Goiás Esporte Clube          | Goiás               | 2003 |
| Campeonato Paulista | São Paulo Futebol Clube      | São Paulo           | 2005 |

### Torneos nacionales
| Título             | Club                    | País   | Año  |
| ------------------ | ----------------------- | ------ | ---- |
| Serie A            | São Paulo Futebol Clube | Brasil | 2006 |
| J1 League          | Kashima Antlers         | Japón  | 2007 |
| Copa del Emperador | Kashima Antlers         | Japón  | 2007 |

### Torneos internacionales
| Título                 | Club                    | Sede      | Año  |
| ---------------------- | ----------------------- | --------- | ---- |
| Copa Mercosur          | Flamengo                | São Paulo | 1999 |
| Copa Libertadores      | São Paulo Futebol Clube | São Paulo | 2005 |
| Copa Mundial de Clubes | São Paulo Futebol Clube | Yokohama  | 2005 |